# Фонетика башкирского языка
Фонетика башкирского языка — раздел науки, изучающий явления языкового процесса, связанные с производством и восприятием звуков в башкирском языке.

## Гласные
Вокализм характеризуется так называемым поволжско-кипчакским перебоем, приведшим к образованию специфических гласных неполного образования — ы, е, о, ө. Последовательно прослеживается палатальная (рядная) и губная гармония — исключения составляют только позднейшие заимствования из русского языка. У заимствованных из русского слов часта протеза: «шляпа» → эшләпә [эешл]әпә, «рожь» → [ар]ыш.
В башкирском языке девять гласных фонем: [а], [ә], [э(е)], [и], [о], [ө], [у], [ү], [ы]. Корневые морфемы включают в себя все гласные, в аффиксах не используются гласные [и], [у], [ү].
Состав гласных:
|                | Передний ряд | Средний ряд | Задний ряд   |
| -------------- | ------------ | ----------- | ------------ |
| Верхний подъём | ү, и         | (и)         | у            |
| Средний подъём | ө, е, өү, еү |             | о, ы, оу, ыу |
| Низкий подъём  | ә, әү        |             | а, ау        |

В парах гласные противопоставлены по ряду. Гласная и (<*e) в исконных словах реализуется как передняя (ил «страна», ир «мужчина»), в арабизмах и персизмах смешанного ряда и в соседстве с согласными заднего образования — как средняя (китап «книга», ҡитға «континент»).
Рядная гармония поддерживается и в большинстве арабизмов вопреки первоначальному звучанию: донъя «мир», талап «требование».
Дифтонги ыу, еү развились соответственно из *u и *ü в открытых слогах: һыу «вода» <*su <*sub.
Башкирскому языку свойственна лабиализация и делабиализация звуков, сопровождаемая округлением губ (при лабиализации) и потерей огубления (при делабиализации). К гласным лабиализованным относятся [о], [ө], [у], [ү], к нелабиализованным — [а], [ы], [ә], [э], [и]. Лабиализация гласных [а], [ә] обусловлена законом губной гармонии гласных и происходит в соответствии с нормами произношения во 2-м слоге под влиянием [о], [ө] в 1-м, напр.: ҡорал («оружие») — ҡ[о]р[а°]л, һөнәр («ремесло») — һ[ө]н[ә]р и др. Делабиализация происходит под влиянием нелабиализованных гласных в результате заимствований, например: ведро — в[и]др[о], биҙрә — биҙр[ә], солома — һал[а]м, комедия — к[ɐ]м[э]дия — к[ә]мит и др.; а также в диалектных словах: мөхәббәт («любовь») м[ө]х[ә]бб[ә]т — диалект мәхәббәт м[ә]хәббәт, суфый («суфий») с[у]ф[ы]й — һыпы һ[ы]пы и др.

## Согласные
Консонантизм имеет 29 согласных звуков, из них 24 — собственно башкирские. Отличительной особенностью является наличие звуков [һ], [ҫ], [ҙ], отсутствующих в других тюркских языках. Звуки [һ], [ҫ] по-разному отражены в диалектах, в литературном языке [һ] употребляется только в начале слога: һарымһаҡ («чеснок») [һ]а‑рым‑[һ]аҡ, а [ҫ] - только в конце слога: ҡыҫҡыс («клещи») ҡы[ҫ]‑ҡыс.
Основные артикуляционно-акустические признаки согласных: чёткая фонологическая опознаваемость, идентифицируемая в положении перед гласным; наличие позиционно обусловленных аллофонов; наиболее устойчивостью во всех позициях обладают согласные [ҙ], [й], [м], [ҫ], [т], [ў], [ч].
Артикуляционная классификация согласных башкирского языка строится на основе следующих признаков: * по активному органу, образующему преграду в речевом тракте, — губные, делящиеся на губно-губные [б], [м], [п], [у] и губно-зубные [в], [ф]; переднеязычные [д], [ҙ], [ж], [з], [л], [н], [р], [с], [ҫ], [т], [ц], [ч], [ш], [щ]; среднеязычные [г], [й], [к]; заднеязычные [ғ], [ҡ], [ң], [х]; фарингальный [һ]; гортанный [’].
Анлаутный звонкий губной смычный «б» в башкирском языке восходит к пратюркскому *b. Одной из характерных особенностей
говоров башкирского языка является употребление в анлауте глухого «п» вместо звонкого «б» в большинстве говоров и литературном языке. Губной консонантизм показывает существование глухого «п» большей частью в северо-западных и северо-восточных говорах, где в южных и юго-восточных выступает звонкий «б». Употребление глухого «п» обусловлено определенными комбинаторными условиям (в основном, перед «с», «ш», «т», реже переж сонорными). Например: бысаҡ ‘нож’ — средн., ик-сакмар., ай. [пысаҡ] — иргиз. [бысаҡ/ пысаҡ] — караид. [пыщаҡ] — среднеуральский [п΄саҡ].
- по способу образования преграды — смычные, делящиеся на взрывные [б], [д], [к], [ҡ], [п], [т], [’] и аффрикаты [ц], [ч]; щелевые [в], [г], [ғ], [ҙ], [ж], [з], [й], [с], [ҫ], [ў], [ф], [х], [һ], [ш], [щ]; вибрант [р];
- по пассивному органу, участвующему в образовании преграды, — зубные [д], [з], [л], [н], [с], [т], [ц] и межзубные [ҙ], [ҫ];
- по месту прохождения воздушной струи — боковой [л];
- по положению мягкого нёба — носовые [м], [н], [ң];
- по кол-ву сужений в речевом тракте при образовании преграды — однофокусные [ғ], [ў], [х], [һ] и двухфокусные [ж], [ш].

Акустическая классификация учитывает наличие или отсутствие шума или тона и подразделяет башкирские согласные на шумные, которые состоят из звонких [б], [в], [г], [ғ], [д], [ҙ], [ж], [з] и глухих [с], [ҫ], [ф], [х], [һ], [ш], [щ], и, сонанты [й], [л], [м], [н], [ң], [р], [ў].
При произнесении шумных согласных характерны отсутствие напряжения, плавность. Различие согласных башкирского языка по твёрдости-мягкости связано с законом сингармонизма и реализуется в рамках единой фонемы либо в велярном (сочетание с переднеязычным гласным), либо в палатальном (сочетание с заднеязычных гласным) вариантах.